# Blue Hole (Egipt)

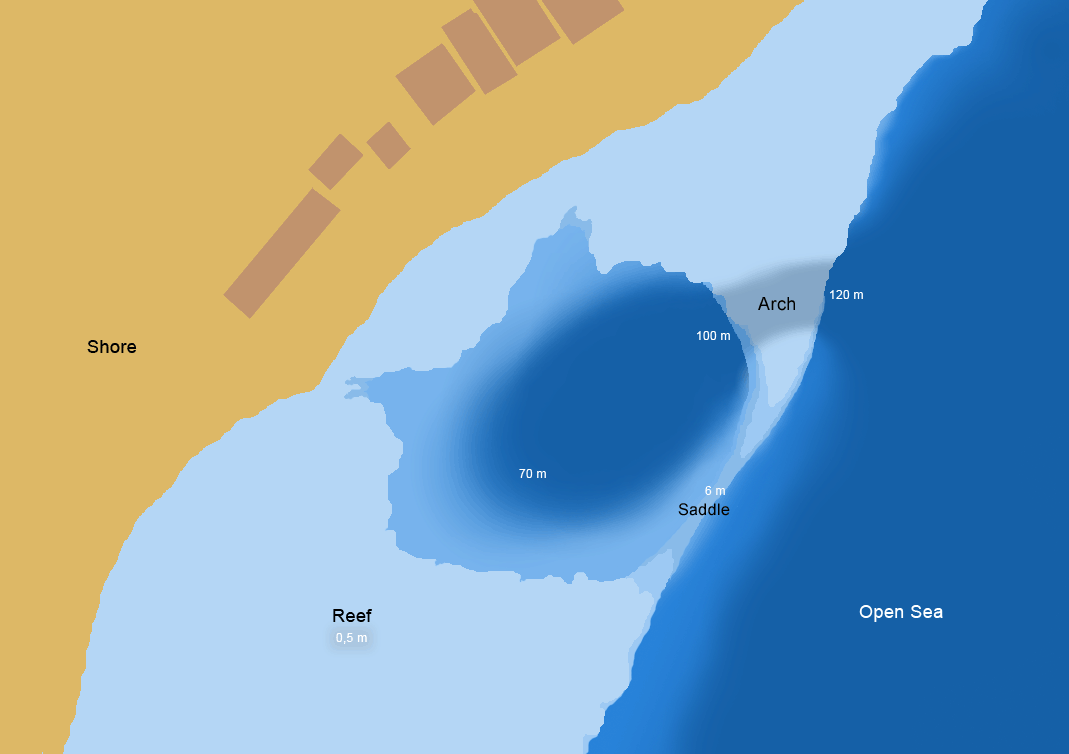

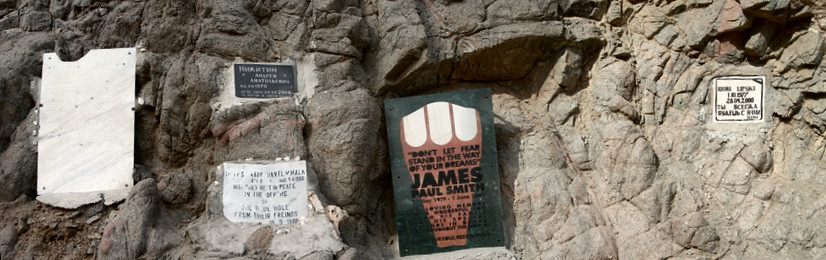
Miejsce pamięci po płetwonurkach, którzy zginęli na Blue Hole.

Blue Hole – rozpadlina w rafie koralowej w Morzu Czerwonym w Zatoce Akaba na Riwierze Morza Czerwonego, na wschodnim wybrzeżu Półwyspu Synaj, 8 km na północ od Dahabu w Egipcie, w pobliżu Rezerwatu Ras Abu Dżallum.
Blue Hole znajduje się tuż przy brzegu i ma postać morskiej studni o głębokości 102 m i średnicy 60 m.
W jej wewnętrznej ścianie na głębokości 52 m znajduje się wejście do 26-metrowego tunelu skalnego, znanego pod nazwą The Arch, który prowadzi do otwartego morza. Wylot tunelu znajduje się na głębokości 57 metrów. Natomiast dno tunelu znajduje się na głębokości 60 metrów i opada do 100 metrów pod wylotem, a następnie obniża się jeszcze do 120 metrów. Tunel ten jest niebezpiecznym wyzwaniem dla wielu nurków.
W Blue Hole odnotowano znaczną liczbę wypadków śmiertelnych. Ich statystyka nie jest prowadzona, ale niektóre szacunki mówią nawet o 200 osobach.

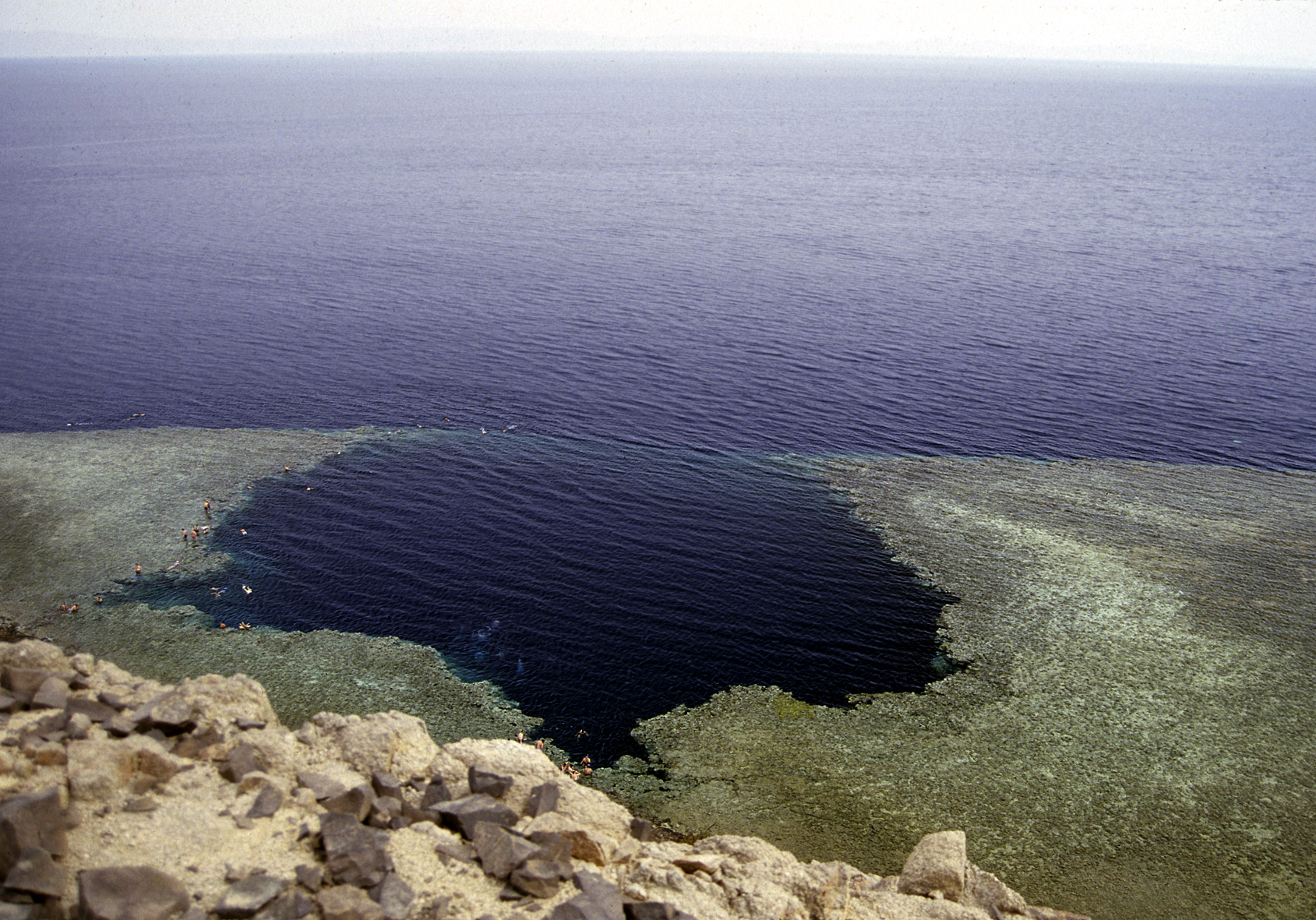
Z góry
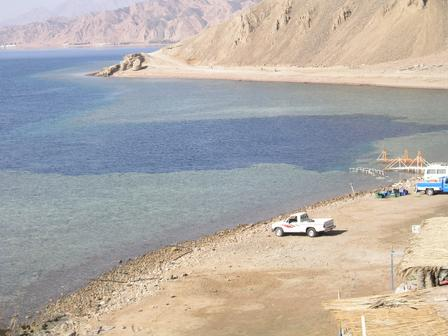
Linia brzegowa
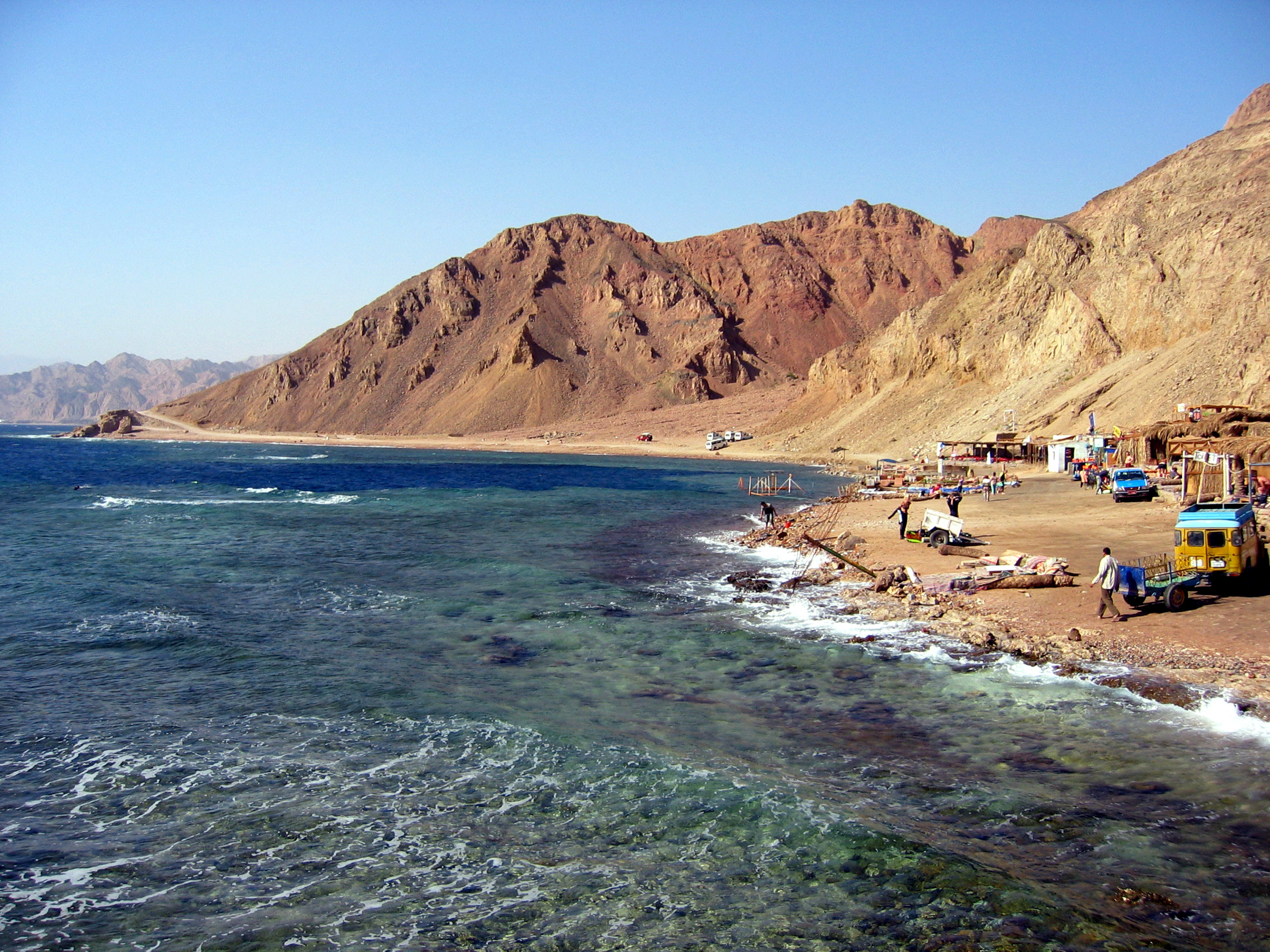
Baza nurkowa Blue Hole